# Costești (gmina Poiana Vadului)
Costești – wieś w Rumunii, w okręgu Alba, w gminie Poiana Vadului. W 2011 roku liczyła 173 mieszkańców.